# Кріпацтво в Молдавії та Валахії
Кріпацтво було широко поширене в Молдавії та Валахії між XV і XVIII століттями, замінивши обштe (автономні громади), які були звичайними до заснування середньовічних держав Валахії та Молдови. Спочатку кріпакам дозволялося змінювати садибу, в якій вони проживали (іноді в обмін на грошову суму, яку платили боярину), хоча протягом десятиліть вводилися обмеження.

## імена
Загальною назвою для кріпаків було șerb (від лат. servus, «раб», споріднене з кріпаком), але вони також мали деякі регіональні назви: vecini у Молдавії (сучасною мовою означає «сусід») і rumâni у Валахії. Останній був фактично корінним етнонімом румунів; Нягу Джувара пояснює це тим, що в середні віки землевласниками могли бути іноземці, слов'яни або половці.

## Історія

### Витоки
Спочатку румуни жили в автономних громадах під назвою «обште», які змішували приватну та спільну власність, використовуючи систему відкритого поля. З часом, у XIV та XV століттях, отримала поширення приватна власність на землю, що призвело до розбіжностей всередині обште та розшарування членів громади.
Деякі села господар передавав боярам, військовим слугам і монастирям, замінюючи спільну власність власністю феодала. Інші села бояри захопили силою без участі господаря.
У XV столітті в Молдовії організація сіл із вільних обште (на чолі з князем) продовжувала існувати паралельно з феодальним порядком.

### Закінчення
Життя і становище кріпаків протягом XVIII століття поступово погіршувалися. Були випадки, коли поміщики продавали кріпаків окремо, відриваючи їх від землі, на якій вони працювали, або навіть від родини. Селяни скаржилися господареві, що з ними поводяться не як з кріпаками, а більше як з рабами.
Деякі кріпаки тікали зі своїх маєтків до інших, які були досить далеко, щоб попередній господар не міг їх знайти. Оскільки завжди була потреба в робочій силі, новий поміщик зазвичай приймав бродячих кріпаків, не ставлячи під сумнів їх походження. Після австро-російсько-турецької війни (1735—1739 рр.) важкі умови життя кріпаків призвели до знелюднення цілих сіл або навіть регіонів, оскільки кріпаки втекли в інші місця, часто в гори або навіть у Трансильванію. Поміщики бачили, що без робочої сили вони можуть втратити все, тому деякі звільняли своїх кріпаків, дозволяючи їм обробляти землю, як і раніше, але як вільні селяни в обмін на ренту. Селян, які втекли, спонукали повернутися за допомогою спеціальних контрактів, як і трансильванців, яких заохочували осісти.
Скасування кріпосного права було зроблено Костянтином Маврокордатом, який правив послідовно Валахією та Молдовою, після консультації боярських рад з метою стандартизації умов селянства та припинення руху опору селян. Скасування було введено в дію у Валахії 5 серпня 1746 р. та у Молдові 6 серпня 1749 р.
Після скасування кріпацтва Валахія та Молдова стали свідками потоку іммігрантів із Трансильванії, де все ще діяло кріпацтво.